# Thora (Band)
Thora war eine im April 1999 in Aachen gegründete Dark-Rock-Band.
Die Musik zeichnete sich durch getragene, teilweise schwermütige Melodien und kraftvolle riffbetonte Passagen aus. Es wurde viel mit einer harten, aber melodischen Gitarre, rhythmischer Grundlage und atmosphärischen Keyboardparts gearbeitet. Besonders wurde die Musik allerdings durch die gefühlsbetonten Vocals des Sängers geprägt. Hieraus ergab sich eine Mischung aus düster-balladesken und Uptempo-Stücken.

## Bandgeschichte
Nach einer Demo-CD namens Dark Season und einigen Auftritten im Aachener Raum wurde im September 2000 die erste LP Cross Nailed veröffentlicht. Dieses Album mit zehn Songs stieß auf gute Resonanz.
Das zweite Album Total World Paranoia entstand unter der Regie von Dennis Ward. Es erschien 2004 in Eigenproduktion und beinhaltete neben den 13 Songs auch ein Video zu Crucify God. 2005 wurde das Album über das Label Fearsection wiederveröffentlicht und enthielt stattdessen ein Video zum Song Total World Paranoia.
Thora bekamen viele gute Kritiken von Zeitschriften und waren seit 2000 Vertragsband bei BMG.
Sie gewannen den Jägermeister-Bandwettbewerb und eröffneten daher zwei Deutschland-Shows von HIM als Vorgruppe.
Beim Metal Battle der Zeitschrift Metal Hammer kamen sie ins Finale und spielten auf dem Wacken Open Air 2004. Im Mai 2005 traten sie beim Wave-Gotik-Treffen in Leipzig auf.
2007 veröffentlichten Thora in Eigenregie das Album Baby No. 666, welches den Fans auf der Bandhomepage zum kostenlosen Download angeboten wurde.
Im April 2009 gab die Band auf ihrer Website ihre Auflösung bekannt.
Trotz der Auflösung wurde im Mai 2010 noch das abschließende Album Scars digital über das Label afmusic veröffentlicht.

## Bandmitglieder
Album Cross Nailed:
- Gesang, Keyboard: Thomas Fräntzki
- Gitarre, Keyboard: Ralf Puffer
- Bass: Felix Durchgraf
- Schlagzeug: Daniel Zeman

Album Total World Paranoia:
- Gesang, Keyboard: Thomas Fräntzki
- Gitarre, Keyboard: Ralf Puffer
- Bass: Harris Schlegel
- Schlagzeug: Janusz Korzen

Die Musik wurde von Thomas Fräntzki und Ralf Puffer geschrieben. Ausnahmen sind die Stücke 1, 2, 3 und 13, wovon 1 von Fräntzki und Durchgraf, 2 von Fräntzki, Durchgraf und Puffer und 3 und 13 nur von Fräntzki geschrieben wurden. Die Texte sind alle von Thomas Fräntzki.
Stand 2005:
- Gesang, Keyboard: Thomas Fräntzki
- Gitarre: Ireneus Henzel
- Bass: Harris Schlegel
- Schlagzeug: Janusz Korzen

Stand 2006:
- Gesang, Keyboard: Thomas Fräntzki
- Gitarre: Ireneus Henzel
- Bass: Wilhelm Tümmers
- Schlagzeug: Janusz Korzen

Album Baby N° 666:
- Gesang, Keyboard: Thomas Fräntzki
- Gitarre: Ireneus Henzel
- Bass: Wilhelm Tümmers
- Schlagzeug: Janusz Korzen

Album Scars:
- Gesang, Keyboard: Thomas Fräntzki
- Gitarre: Ireneus Henzel
- Bass: Martin Ignatzy
- Schlagzeug: Janusz Korzen